# Футуристический кинематограф
«Футуристический кинематограф» (итал. La cinematografia futurista) — манифест лидеров итальянского футуризма, написанный и обнародованный осенью 1916 года. Его авторами стали основоположник движения Филиппо Томмазо Маринетти, а также несколько его единомышленников. Программное заявление посвящено обновлению кинематографической эстетики, в том числе использованию алогизмов, абстрактности, ирреальности, отказу от устаревших театральных форм.

## Создание

### Предыстория
5 февраля в газете Gazzetta dell’Emilia в Болонье, а затем в виде платного объявления — на первой странице французской газеты «Фигаро» 20 февраля 1909 года был опубликован «Манифест футуризма», являющийся первым из программных выступлений движения футуристов. Его автором стал Филиппо Томмазо Маринетти — основоположник и лидер футуризма. Текст и идеи документа легли в основу масштабного художественного движения, связанного с обновлением искусства, попытками придать ему новую форму. Он расценивался как основа обновления художественной системы и стал одним из этапных моментов формирования европейского модернизма. За этим выступлением последовал ещё целый ряд манифестов футуристов, затрагивающих самые различные вопросы общества, культуры и искусства (политика, литература, театр, музыка, танец и т. д.). Итальянские футуристы считаются основоположниками литературно-художественных манифестов в современном, искусствоведческом понимании. Предшествующие программные художественные выступления стали относить к манифестам уже более поздние исследователи. По другому мнению, заявления футуристов называют первыми художественными манифестами XX века. Исследователи условно подразделяют историю футуризма до Первой мировой войны и после. В первом случае говорят о «героическом» периоде, поколении, а о послевоенном, как о «втором» (термин Энрико Крисполти). 

### Создание
В сферу интересов представителей течения входили различные формы искусства, в том числе театр и кино. Об этом свидетельствуют соответствующие манифесты: «Футуристический синтетический театр», «Театр-варьете», направленные на кардинальный пересмотр эстетики. После этих опытов они решили обратиться к кино, в связи с чем появился программный документ «Футуристический кинематограф» (La cinematografia futurista). Авторами киноманифеста стали Маринетти, Бруно Корра (Bruno Сorra), Эмилио Сеттимелли (EmilioSettimelli), Арнальдо Джинна (Arnaldo Ginna), Джакомо Балла, Ремо Кити (Remo Chiti). Он был впервые опубликован в сентябре 1916 года в виде листовки Дирекции футуристического движения и подписан «Милан, 11 сентября 1916». 15 ноября того же года был напечатан на страницах флорентийской газеты «Футуристическая Италия» (L’Italia Futurista).

## Содержание
В манифесте обосновывалась необходимость обновления киноязыка, отказ от устаревших форм, почерпнутых из театральных постановок. По мнению футуристов обновлению культуры и избавлению от отживших форм способствует «гигиеническая война», бушевавшая в это время в Европе. Книги признавались устаревшей формой выражения («абсолютно пассеистское средство сохранения и передачи мысли»). Их должен сменить «футуристический кинематограф, который мы замышляем»: «радостная деформация Вселенной, алогичный и неуловимый синтез мировой жизни, станет лучшей школой для молодёжи — школой радости, скорости, силы, смелости и героизма. Футуристический кинематограф обострит и разовьёт чувствительность, ускорит творческое воображение, даст уму чудесное чувство симультанности и вездесущности».
Несмотря на то, что кино на первый взгляд исторически и технически является новым искусством, но на самом деле оно всё ещё оставалось глубоко устаревшим, представляя собой «театр без слов», так как унаследовало от сцены анахроничные приёмы. В связи с этим сохранили актуальность предыдущие манифесты футуристов, посвящённые театральному искусству, а их положения применимы и к кино. Для того, чтобы избавиться от «пассеистской» стилистики необходимо относиться к кино как к самостоятельному, новому искусству: «Кинематограф — это искусство само по себе. Значит, кинематограф никогда не должен копировать театральные подмостки. Будучи по сути своей визуальным, он должен прежде всего проделать эволюцию живописи — оторваться от реальности, от фотографии, от прелестного и торжественного. Стать антиграциозным, деформирующим, импрессионистским, синтетичным, динамичным и словосвободным». Характеризуя новые эстетические принципы, на которых должен основываться кинематограф, авторы указывали, что в нём должны быть представлены аналогии, заменяющие реальность; поэтические образы; методы симультанности и взаимопроникновения места и времени; приёмы почерпнутые из музыкальной практики; изображение человеческой психологии, души; алогичность; драматизация образов вещей; ирреальность, а также некоторые другие методы, призванные осовременить кино.
По наблюдению российской исследовательницы футуризма Екатерины Лазаревой, авторы программного заявления стремились развить в нём идеи «ассоциативного монтажа, выдвигали идею полиэкрана и абстрактного кинематографа». Некоторые принципы новой медиаэстетики нашли отражение в опубликованном позже манифесте футуристов «Радиа. Футуристический манифест» (Маринетти, Пино Масната; 1933). По мнению Лазаревой: «футуризм открыл пространство для интереснейших экспериментов в новых видах искусства, предугадав векторы художественных поисков на полвека вперёд». Воплотить программные принципы движения стремился Карло Брагалья, в своём футуристическом фильме «Вероломные чары» (1917). Историк кино Ежи Тёплица, неодобрительно отмечавший, что итальянское кино после Первой мировой войны «всё глубже погружалось в болото декаданса», писал про эту работу: «Эта авангардистская лента не многим (разве что декоративностью оформления) отличалась от коммерческих произведений, создаваемых по „кассовым рецептам“».